# Nikephoros Gregoras
Nikephoros Gregoras (grekiska:Νικηφόρος Γρηγορᾶς), född omkring 1290, död omkring 1360, var en bysantinsk lärd.
Gregoras var en av de personer som 1324 framlade den förbättrade kalender, som 1578 antogs av påven Gregorius XIII. Hans verk (grekiska) "Ρωμαϊκή Ιστορία" behandlar det Östromerska/Bysantinska rikets historia mellan åren 1204-1359. I disputationer med Barlaam från Kalabrien hävdade han sin filosofiska och retoriska överlägsenhet över "latinarna". Slutligen bekämpade han som ortodoxins försvarare mystikern Gregorios Palamas.